# Milão de Narbona
Milão (em latim: Milo) foi um conde visigodo e governante da Narbona. Governou por duas vezes, a primeira entre 752 e 753. Entre 753 e 759 o governo do condado esteve ocupado por uma personagem cujo nome não ficou registado na história. 
Milão voltou ao governo entre 759 e 790, sendo que depois este período foi seguido no governo por Ademar de Narbona visconde de origem carolíngia.